# Chimarra amarganth
Chimarra amarganth är en nattsländeart som beskrevs av Malicky 1989. Chimarra amarganth ingår i släktet Chimarra och familjen stengömmenattsländor. Inga underarter finns listade i Catalogue of Life.